# Estação Ângelo de Souza
A Estação Ângelo de Souza é uma das estações do VLT do Recife, situada em Jardim Prazeres Jaboatão dos Guararapes, entre a Estação Cajueiro Seco e a Estação Pontezinha.
Foi inaugurada em 5 de Março  1985, na gestão do então presidente João Baptista de Oliveira Figueiredo, Ministro dos Transportes Cloraldino Soares, presidente da RFFSA ( Rede Ferroviária Federal S.A) Carlos Weber, superintendente regional do Recife senhor Mário António G.  Picanço. Inaugurando assim o corredor de transportes em massa do Recife.